# اپسیلون سگ کوچک
اپسیلون سگ کوچک یک ستاره است که در صورت فلکی سگ کوچک قرار دارد.